# Ucha
L'ucha (in russo уха́?) è una varietà di zuppa tipica della cucina russa.

## Storia
Nei secoli XI e XII, in Russia, qualsiasi zuppa, indipendentemente da cosa contenesse,  veniva chiamata ucha. Questo termine ha sempre richiesto delle definizioni extra: ucha di pollo, ucha di piselli, ucha di cigno e, infine, ucha di pesce, o meglio, ucha con accenno al tipo di pesce (di persico, di perca e così via). Già nel quattrocento, l'ucha veniva sempre più spesso preparata con il pesce e, tra la fine del Seicento e l'inizi del Settecento, il nome ucha andò a indicare esclusivamente il piatto di pesce.
Il dizionario Dal' definisce ukha come segue:
"Ukha, femminile, desueta. Una volta: qualsiasi brodo o, in generale, zuppa calda, a base di carne o di pesce. Oggi: brodo di pesce o zuppa di pesce" .
Al momento, l'ucha è l'unico piatto di pesce della cucina russa con caratteristiche peculiari per preparazione e composizione proprie di questa pietanza.
Secondo V. V. Pochlebkin, è sbagliato considerare zuppa l'ucha, peggio ancora zuppa di pesce. Tuttavia, si noti che il nome "ucha" può ovviamente essere attribuito alle zuppe, intese come pietanza liquida o brodo, ma non è, in modo inequivocabile, una zuppa di pesce per via della preparazione del piatto.

## Etimologia
Le versioni sulla genesi del nome del piatto affermano essenzialmente che ucha deriva da una radice indoeuropea, -jus, che significa "brodo, liquido". Da questa radice si è formata la parola jucha che, dopo aver perso la iotizzazione iniziale, è diventata ucka. A conferma di ciò vi sono esempi in altre lingue, in cui trova la sua origine la radice jusa.
In ucraino e bielorusso è juška, la stessa radice in slavo antico è juse (zuppa con carne), in sanscrito è yus- (brodo), in latino ius (brodo, succhi di frutta), in serbo јуха (zuppa di pesce), in sloveno jucha (zuppa) e in ceco jicha (salsa).
L'ucha è uno dei più antichi piatti della cucina russa ma, in passato, non era considerato tipico della cucina russa, come, invece, accade oggi.

## Preparazione[2][3]
Esistono vari modi di preparare l'ucha, gli ingredienti di base sono i pesci di piccola taglia, cipolle e prezzemolo. A seconda delle zone possono essere utilizzati pomodori o latte per il brodo, sedano, patate ed erbe varie. La minestra può essere arricchita con gamberi, pel'meni ripieni di pesce, tel'noe (polpettine) di pesce o uova di pesce oppure, la variante più ricca, con zafferano.